# Polireme
Le poliremi erano alcuni tipi di nave da guerra a remi sviluppate durante il periodo ellenistico.

## Storia
Nel IV secolo, le navi da guerra più grandi erano le quinqueremi: 300 rematori circa, disposti su tre livelli, con due uomini per remo nei primi due livelli e un rematore all'ultimo livello. Durante le guerre dei Diadochi, i successori dell'impero di Alessandro Magno, avvenne una corsa agli armamenti che coinvolse le flotte dei partecipanti: si iniziarono a costruire, infatti, navi sempre più grandi, con sempre più rematori. Nel 340 a.C., il regno di Macedonia stava costruendo delle hexiremes, probabilmente con due uomini per tutti i remi; entro il 315 a.C., Antigono I Monoftalmo, successore di Alessandro in Macedonia, stava costruendo septiremes, che furono impiegate nella battaglia di Salamina in Cipro (306 a.C.); suo figlio Demetrio I Poliorcete, coinvolto in scontri navali contro Tolomeo I, costruì navi ad otto,octeres, a nove, dieci, dodici e infine sedici rematori per gruppo di remi.
Questa nuova filosofia costruttiva, che voleva navi sempre più grandi e pesanti, era causata da un cambiamento nelle tecniche di combattimento navale, in quanto lo sviluppo tecnologico delle catapulte aveva neutralizzato la pericolosità dello sperone, e quindi velocità e manovrabilità non erano più i requisiti principali di una nave da guerra. Le catapulte, già impiegate proficuamente da Alessandro nell'assedio di Tiro nel 332 a.C., non avevano lo scopo di affondare le navi, quanto quello di ferire o uccidere i rematori: mettere fuori gioco un numero significativo di rematori sul lato di una nave avrebbe infatti diminuito enormemente la sua manovrabilità e velocità, rendendo il suo speronamento meno efficace. La conseguenza di questo avanzamento tecnologico nella costruzione delle catapulte fu che gli scontri navali tornarono ad essere centrati attorno all'abbordaggio e al combattimento corpo a corpo, come era stato prima dello sviluppo dello sperone, e si costruirono navi sempre più grandi che potessero portare sempre più soldati.
Alcune delle galee successive avevano dimensioni mostruose, con remi lunghi fino a 17 metri e maneggiati da otto rematori; con tanti rematori per ciascun remo, anche se uno fosse stato ucciso da una catapulta, il resto avrebbe potuto continuare a maneggiare il remo senza interrompere la spinta. In queste condizioni, il rematore più interno doveva muoversi avanti e indietro di alcuni passi in ciascuna vogata.
Secondo lo storico Morrison, le galee più grandi erano in realtà dei catamarani. Secondo quanto raccontato da Memnone di Eraclea, il rivale di Demetrio in Asia Minore, Lisimaco, costruì una galea di nome Leontophorus che era così grande da necessitare 1600 rematori e  in grado di portare 1200 fanti di marina. Plutarco racconta di una tessarakonteres ("quaranta remi") costruita per Tolomeo IV intorno al 200 a.C., che era lunga 128 metri e aveva 4000 rematori e 400 altri uomini di equipaggio, in grado di portare sul ponte 3000 fanti; secondo lo scrittore, «questa nave era solo per le apparenze; differiva di poco dagli edifici che hanno le proprie fondamenta nel terreno ed era molto difficile metterla in mare».